# هامبارتسوم گریگوریان
هامبارتسوم گریگوری گریگوریان (ارمنی: Համբարձում Գրիգորի Գրիգորյան) آهنگ‌ساز ارمنی‌تبار اهل ایران و بانی و رهبر گروه کر «کومیتاس» بود.

## زندگی‌نامه
او در ۹ مه ۱۸۹۳ در تبریز به دنیا آمد. در سال ۱۹۱۳، پس از فارغ‌التحصیل شدن از مدرسه، از وی دعوت برای تدریس در مدرسه ارامنه قزوین شد. در دوران جنگ جهانی اول (۱۹۱۸-۱۹۱۴)، وی خود را وقف کمک به مردم نمود. پس از پایان جنگ برای کمک به بازماندگان نسل‌کشی ارمنی‌ها به سلماس و ارومیه نقل مکان نمود. در سال ۱۹۲۳، وی و گروهی از جوانان ارمنی به «دانشگاه ملی پراگ» دعوت شدند، جایی که علاقه‌مند به ادامه تحصیل در مدرسه ریمسکی کورساکف شد. پس از شش ماه، وی به پاریس نقل مکان نمود و مشغول به تحصیل در رشته موسیقی در مدرسه خصوصی موسیقی (Schola Cantorum) شد. در سال ۱۹۲۷، وی به رشت نقل مکان نمود و در مدرسه ارامنه مشغول به تدریس شد. دیرتر، وی به تهران نقل مکان نمود و به همیاری به مردم و مدارس ادامه داد. وی در سال ۱۹۲۸ گروه کر «کومیتاس» را به یاد کومیتاس وارداپت بنیانگذاری نمود و بدون وقفه و فعالانه به همیاری فرهنگی به ارامنه در اقصی نقاط ایران مشغول بود. هارمبارتسوم گریگوریان بیش از ۲۰۰ آهنگ تصنیف نمود است. وی یکی از بنیانگذاران روزنامه ارمنی زبان «آلیک» (ارمنی: Ալիք) در سال ۱۹۳۱ در تهران بود که تا به امروز به صورت روزانه منتشر می‌شود. گریگوریان همچنین یکی از بانیان نشریه علمی و ادبی «لوئیس» در سال ۱۹۴۳ در تهران بود. وی به مناسبت تولد رضاشاه، «سرود ملی ایران» سروده محمدعلی امیر جاهد را در قالب قطعه کر درآورد و در حضور رضاشاه اجرا نمود. در سال ۱۹۶۹، گروه‌های فرهنگی تهران، ۵۵مین سال فعالیت گریگوریان و ۴۰مین سالگرد تأسیس گروه کر کومیتاس را جشن گرفتند. در سال ۱۹۷۳، از سوی «مسروب مقدس کیلیکیه»، «نشان ماشتوتس» به خاطر نقش فعال وی در فرهنگ ارامنه به وی اعطا شد. وی سرانجام در ۲۸ ژوئیه ۱۹۷۵ در سن ۸۲ سالگی در تهران درگذشت.

## نگارخانه

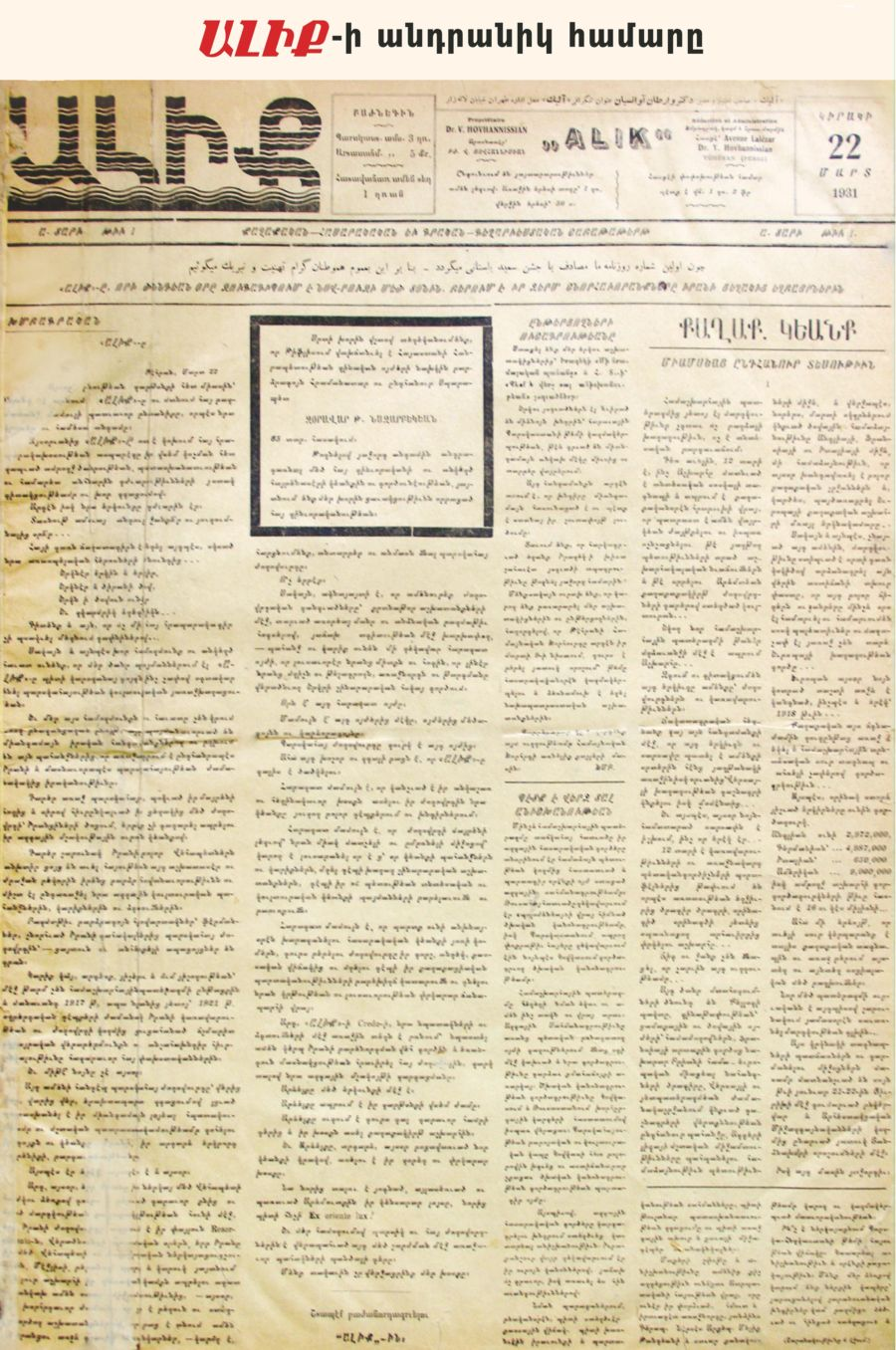
صفحهٔ اول اولین شمارهٔ نشریهٔ هفتگی آلیک،۲۲ مارس ۱۹۳۱م